# فینال جام یوفا ۱۹۹۸
فینال جام یوفا ۱۹۹۸، رقابت پایانی جام یوفا در سال ۱۹۹۸ میلادی است که مابین دو تیم باشگاه فوتبال اینتر میلان و باشگاه فوتبال لاتزیو برگزار شده‌است.
این مسابقه که در تاریخ‌های ۶ مه ۱۹۹۸ انجام شده‌است با نتیجه ۳ بر صفر به سود باشگاه فوتبال اینتر میلان به پایان رسید.